# Luka Mesec
Luka Mesec (ur. 1 lipca 1987 w Kranju) – słoweński polityk, parlamentarzysta, lider partii Lewica, od 2022 wicepremier oraz minister pracy, rodziny, spraw społecznych i równouprawnienia.

## Życiorys
W 2012 uzyskał licencjat z europeistyki na Uniwersytecie Lublańskim. W 2013 podjął na tej uczelni magisterskie studia z ekonomii, których nie ukończył. W latach 2009–2011 był przewodniczącym studenckiego towarzystwa politologicznego „Polituss”. Później związany z socjalistycznymi instytutami badawczymi, w latach 2012–2014 pełnił funkcję dyrektora jednostki „Inštitut za delavske študije”.
Był koordynatorem lewicowego ugrupowania Iniciativa za demokratični socializem. W 2014 z ramienia współtworzonej przez IDS Zjednoczonej Lewicy uzyskał mandat posła do Zgromadzenia Państwowego. W 2017 został koordynatorem partii Lewica, powstałej z połączenia IDS i TRS; funkcję tę pełnił do 2023. W wyborach w 2018 i 2022 z powodzeniem ubiegał się o poselską reelekcję.
W maju 2022 podpisał porozumienie o współtworzeniu koalicyjnego gabinetu Roberta Goloba. W czerwcu tegoż roku w powołanym wówczas rządzie objął funkcję ministra pracy, rodziny, spraw społecznych i równouprawnienia, mianowano go również na wicepremiera tego gabinetu.